# 128

## Hlavy států
- Papež – Telesforus (125/128–136/138)
- Římská říše – Hadrianus (117–138)
- Parthská říše – Osroés (108–128/129) + Vologaisés III. (111/112–147/148, vzdorokrál)
- Kušánská říše – Kaniška (127–151)
- Čína, dynastie Chan (206 př. n. l. – 220 n. l.)